# シカゴ-ニューヨーク・エレクトリック・エアライン鉄道

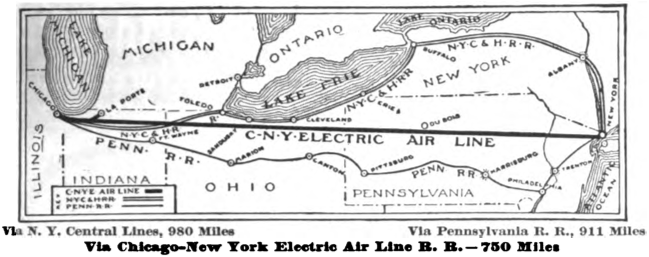
1907年の1,210kmのルートを示した地図。競合する蒸気鉄道に比べ240km以上距離は短い。

シカゴ-ニューヨーク・エレクトリック・エアライン鉄道 (Chicago – New York Electric Air Line Railroad, CNY) とはアメリカで計画されたシカゴとニューヨークの間を結ぶ高速電気鉄道である。計画されていた約750マイル (1,210 km) の総延長は、二つの主な蒸気鉄道であるニューヨーク・セントラル鉄道やペンシルバニア鉄道よりも240km以上短い。発起人の見通しはとても楽観的であり、最終的にはインディアナ州ゲーリーの周辺に短いインターアーバンを建設、運営するのみであった。これは失敗に終わったいくつかの類似した計画の中でももっとも野心的なものであった。

## 歴史

### 背景
この路線は一番早く提案された高速電気鉄道ではない。1893年にはウェリントン・アダムス博士がシカゴとセントルイスの間、406kmの区間を最高速度160kmで走行する路線の計画を推進した。アダムスはこの新しい鉄道は550万ドルで1年で建設できると考えたが、業界紙はこの計画を嘲笑し、その計画は行き詰まってしまった。
1906年に初めて示されたエアライン鉄道の計画はこれよりさらに意欲的で、地上設備の計画は同時代の実際の路線をはるかに超える強い印象を与えるものであった。勾配は1%以下、平面交差はなく、他の路線より240km（150マイル）短い直線的な経路。列車は160km/h（100マイル毎時）で走行し、シカゴとニューヨークの間を10時間で走り切ることとなっていた。当時のニューヨークとシカゴを結ぶ二つの最速列車は、ニューヨーク・セントラル鉄道の「20世紀特急」とペンシルバニア鉄道の「ペンシルバニア・リミテッド」(ブロードウェイ特急の前身)であり、どちらも20時間を要していた。
この計画が発表されたのは全世界的に電気鉄道の発達が進んだ時期であった。1903年、ジーメンス・ウント・ハルスケとAEGによって製造された鉄道車両がベルリン郊外のマリエンフェルデ-ツォッセン軍事鉄道での実験で200キロメートル毎時 (120 mph) に達した。しかしながら、営利的な計画は進展しなかった。ベルリン-ハンブルク間やウィーン–ブダペスト間で提案された電気鉄道はあまりにも費用が高額だった。
一方でいくつかのアメリカのインターアーバンは高速での実証運転を行った。1903年には、オーロラ・エルジン・アンド・シカゴ鉄道が6分以上の停車時間や蒸気鉄道、路面電車、通りや幹線道路などとの平面交差にもかかわらずオーロラとシカゴの間56km(35マイル)を34分39秒で走り抜けた。1905年にパシフィック電鉄の事実上のトップであったヘンリー・E・ハンティントンは、ロサンゼルスからロングビーチへの32km(20マイル)の間を自社の車両により15分で走らせた。平均速度は80マイル毎時 (130 km/h) と、エアライン鉄道の計画よりも速いものであった。

### 成長と衰退
この計画は全国的に宣伝され、株券の販売も速やかに行われた。一部区間の線路、巨大な切土や盛土をインディアナ州ゲーリーに建設、インターアーバンとして運営し、投資家はこの路線が運行されているのを見物した。建設工事の過程は月刊のエアラインニュースにより宣伝されたが、これは脚色を伴うものであった。(例えば、「大きなバルカン蒸気ショベルが既に運用されていて、まっすぐで水平な高速線路の予定ルートに立つ丘を切り開いている。」といったようなもの。)(Middleton 1968, p. 29)
この計画はいくつかの弱点があり、1907年恐慌がそれをさらに悪化させた。非常に厳しい建設要件による莫大な費用や、主張されていたいくつかの会計上不正やその他の詐欺(しかし告訴や立証はなされなかった)により、インディアナ州の田舎を超え数十マイル路線を伸ばすことを果たせなかった。完成した区間はラ・ポートからグッドラムの間の30.9km(19.2マイル)であった。

## 遺産
この計画はインターアーバン時代の最大の大失敗と呼ばれている(Middleton 1968, p. 29)。しかしながら、完成した区間は成功したインターアーバン路線網であるゲーリー鉄道の基礎となった。そしていくらかの他のインターアーバンが小規模ながら本鉄道と同水準で建設された。1907年にはフィラデルフィア・アンド・ウェスタン鉄道がフィラデルフィア近郊のアッパー・ダービーからストラッフォードの区間を最大勾配2%、踏切なし、絶対閉塞の設備で開業させた(Middleton 1968, p. 109)。そして第一次世界大戦後には鉄道界の有力者であったサミュエル・インスルがシカゴ近郊のインターアーバンを改良し、駅間の平均速度はしばしば112km/h(時速70マイル）に達した(Middleton 1968, p. 67)。それらの路線のうち一部は現在でも営業されている。
この路線の線路の一部やいくつかの巨大なコンクリート橋脚は現在も見ることができる。